# Berthierville
Berthierville es una ciudad de la provincia de Quebec, Canadá. Está ubicada en el municipio regional de condado de D'Autray y a su vez, en la región administrativa de Lanaudière. Hace parte de las circunscripciones electorales de Berthier a nivel provincial y de Berthier−Maskinongé a nivel federal.

## Geografía
Berthierville se encuentra ubicada en las coordenadas 46°06′00″N 73°09′00″O / 46.10000, -73.15000. Según Statistics Canada, entre Montreal y Trois-Rivières, en la orilla norte del río San Lorenzo. Tiene una superficie total de 6.85 km² y es una de las 1135 municipalidades en las que está dividido administrativamente el territorio de la provincia de Quebec.
Berthierville, además, es la principal localidad de la Municipalidad Regional del Condado de D'Autray. Por ella pasan la autopista 40, y es el cruce de las rutas 138 y 158. 

## Demografía
Según el censo de 2011, había 4091 personas residiendo en esta ciudad con una densidad poblacional de 596.8 hab./km². Los datos del censo mostraron que de las 4007 personas en 2006, en 2011 el cambio poblacional fue un aumento de 84 habitantes (2.1%). En 2001, la población censada había sido de 3939 habitantes. El número total de inmuebles particulares resultó de 2007 con una densidad de 292.99 inmuebles por km². El número total de viviendas particulares que se encontraban ocupadas por residentes habituales fue de 1924.